# Le Chemin du serpent (film, 1998)
Pour les articles homonymes, voir Le Chemin du serpent.
Pour plus de détails, voir Fiche technique et Distribution.
Le Chemin du serpent (蛇の道, Hebi no michi, aussi connu sous le titre anglais de Serpent's Path) est un film japonais réalisé par Kiyoshi Kurosawa, sorti en 1998.

## Synopsis
Nijima aide un ami yakuza à venger sa fille, victime d'un autre clan qui a tourné un snuff movie.

## Fiche technique
- Titre : Le Chemin du serpent[1]
- Titre original : 蛇の道 (Hebi no michi?)
- Titre anglais : Serpent's Path[2]
- Réalisation : Kiyoshi Kurosawa
- Scénario : Hiroshi Takahashi
- Musique : Hikaru Yoshida
- Pays d'origine :  Japon
- Langue originale : japonais
- Format : couleurs - 35 mm
- Genre : yakuza eiga, drame et thriller
- Durée : 85 minutes[3]
- Date de sortie :
  - Japon : 21 février 1998[3]

## Distribution
- Shō Aikawa : Nijima
- Teruyuki Kagawa : Miyashita
- Shirō Shitamoto
- Hua Rong Weng
- Yūrei Yanagi

## Récompenses
- Prix du meilleur film pour Kiyoshi Kurosawa et prix du meilleur acteur pour Shō Aikawa lors des Japanese Professional Movie Awards 1998[4]